# آندریا ستمبرینی
آندریا ستمبرینی (انگلیسی: Andrea Settembrini؛ زادهٔ ۱۰ دسامبر ۱۹۹۱) بازیکن فوتبال اهل ایتالیا است.
وی همچنین در تیم ملی فوتبال Italy B بازی کرده‌است.